# Districte de Blenio
El Districte de Blenio és un dels 8 districtes del cantó de Ticino (Suïssa). Té 5672 habitants (cens de 2007) i una superfície de 360.9 km². Està format per 3 (2012) municipis i el cap del districte és Acquarossa.

## Municipis
| Circolo d'Acquarossa | Circolo d'Acquarossa | Circolo d'Acquarossa  | Circolo d'Acquarossa | Circolo d'Acquarossa |
| Escut                | Nom                  | Habitants (Des. 2007) | Superfície en km²    | Núm. OFS             |
| -------------------- | -------------------- | --------------------- | -------------------- | -------------------- |
| Acquarossa           | Acquarossa           | 1849                  | 61.7                 | 5048                 |
|                      | Total                | 1849                  | 61.7                 |                      |

| Circolo di Malvaglia | Circolo di Malvaglia | Circolo di Malvaglia  | Circolo di Malvaglia | Circolo di Malvaglia |
| Escut                | Nom                  | Habitants (Des. 2007) | Superfície en km²    | Núm. OFS             |
| -------------------- | -------------------- | --------------------- | -------------------- | -------------------- |
| Ludiano              | Ludiano              | 370                   | 6.2                  | 5040                 |
| Malvaglia            | Malvaglia            | 1285                  | 80.3                 | 5041                 |
| Semione              | Semione              | 355                   | 10.5                 | 5046                 |
|                      | Total                | 2010                  | 97.0                 |                      |

| Circolo d'Olivone | Circolo d'Olivone | Circolo d'Olivone     | Circolo d'Olivone | Circolo d'Olivone |
| Escut             | Nom               | Habitants (Des. 2007) | Superfície en km² | Núm. OFS          |
| ----------------- | ----------------- | --------------------- | ----------------- | ----------------- |
| Blenio            | Blenio            | 1813                  | 263.9             | 5049              |
|                   | Total             | 1813                  | 263.9             |                   |

## Fusions de municipis

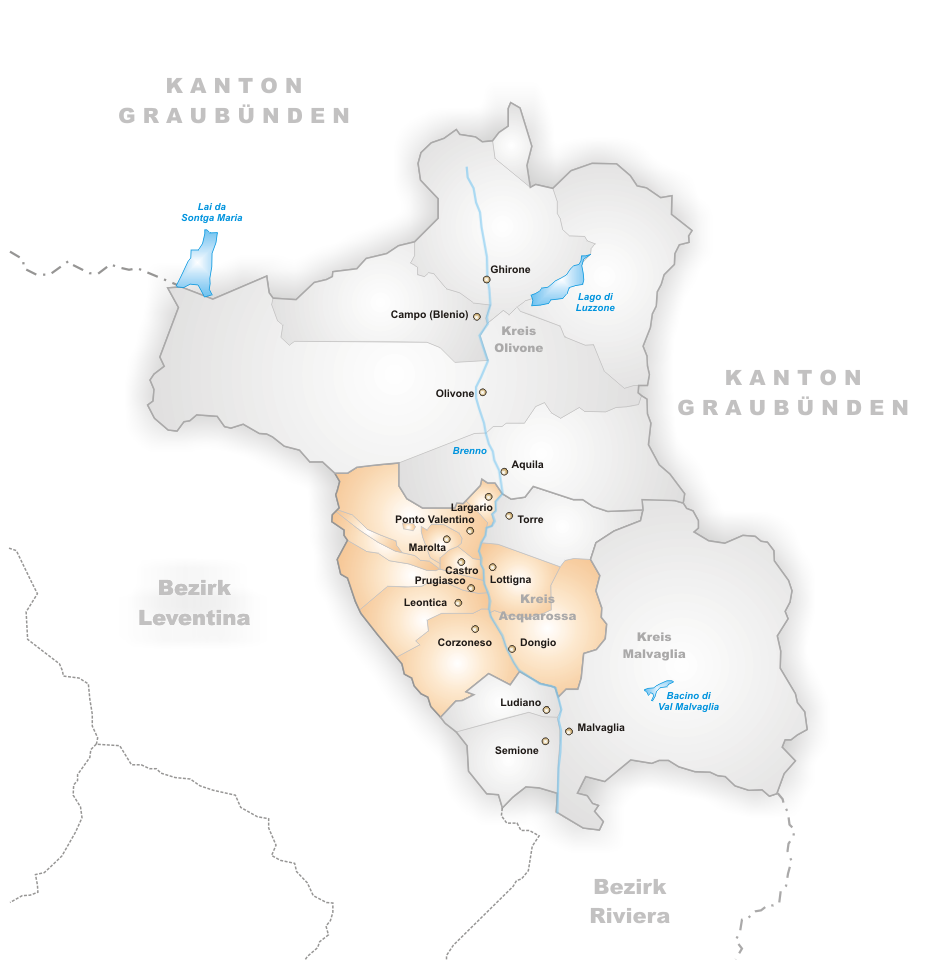
Municipis el 2003
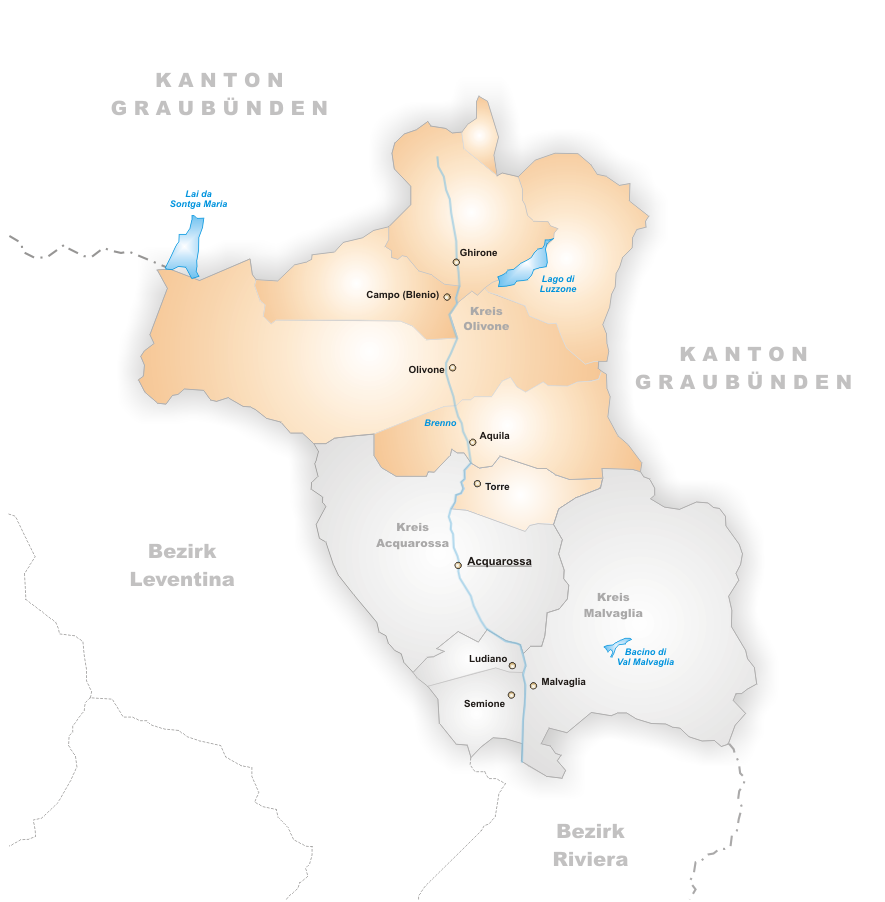
Municipis el 2006

### Fusions
- 2003: Castro, Corzoneso, Dongio, Largario, Leontica, Lottigna, Marolta, Ponto Valentino i Prugiasco → Acquarossa

- 2006: Aquila, Campo (Blenio), Ghirone, Olivone i Torre → Blenio